# Antimicrogame

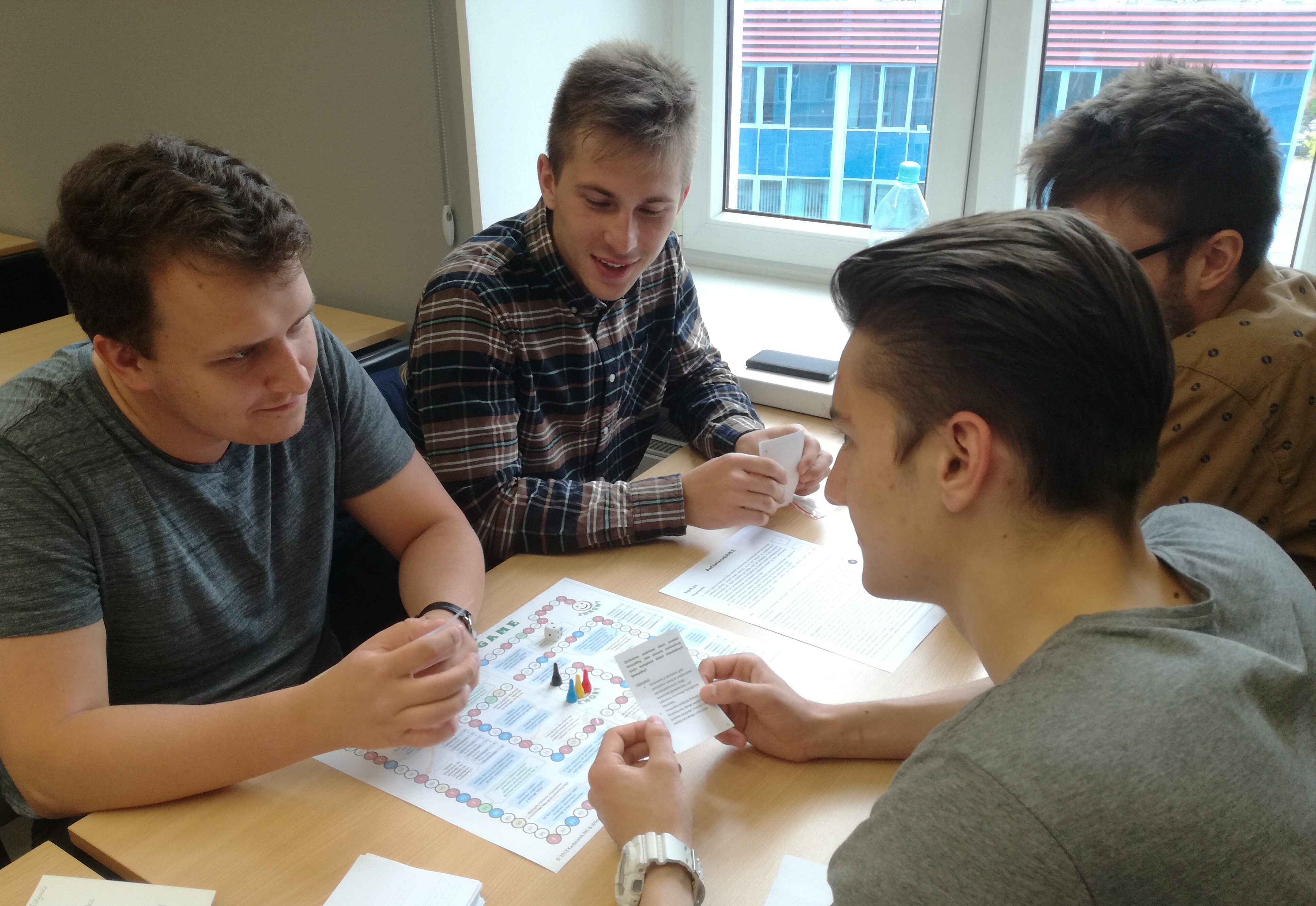
Studenci III roku kierunku lekarskiego w trakcie gry w AntimicroGAME.

AntimicroGAME – edukacyjna gra planszowa służąca do nauki farmakologii leków przeciwdrobnoustrojowych. Gra jest przeznaczona dla studentów kierunków medycznych, jako narzędzie pomocnicze w podstawowym systemie kształcenia. AntimicroGAME została przetestowana w randomizowanym kontrolowanym podwójnie zaślepionym badaniu naukowym z udziałem 124 studentów kierunku lekarskiego Uniwersytetu Medycznego w Łodzi. Wykazano, że udział w grze, w porównaniu do tradycyjnego wykładu, pozwala lepiej przygotować się do egzaminu przedmiotowego z farmakologii. Znak towarowy AntimicroGAME jest chroniony przez Urząd Patentowy Rzeczypospolitej Polskiej.